# Diocèse de Pueblo
Le diocèse de Pueblo (en latin : Dioecesis Pueblensis) est un territoire ecclésiastique de l'Église catholique dans le sud du Colorado, aux États-Unis, dont le siège est à Pueblo. C'est un diocèse suffragant de la province ecclésiastique de l'archidiocèse métropolitain de Denver. 

## Histoire
Le diocèse est créé le 15 novembre 1941, suivant la bulle Ecclesiarum in catholico du pape Pie XII, et par détachement de celui de Denver. 
Le 10 novembre 1983, il perd une partie de son territoire lors de l'érection du diocèse de Colorado Springs.

## Territoire

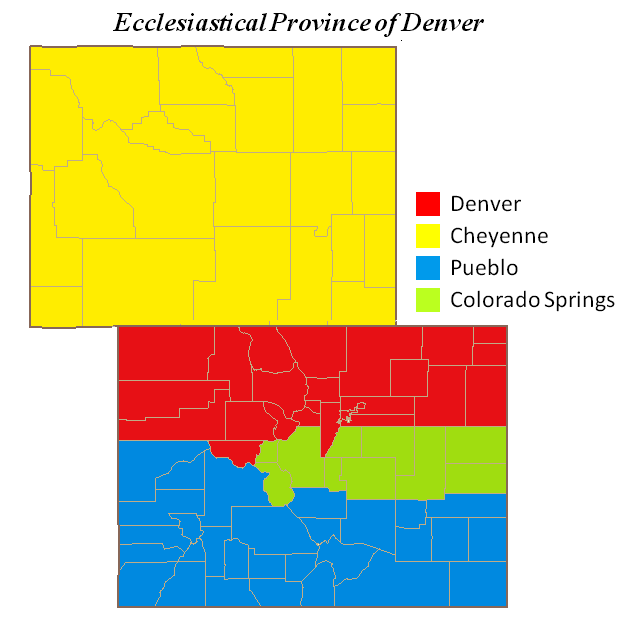
Localisation du diocèse (en bleu).

Le diocèse comprend 29 comtés dans la partie méridionale de l'État américain du Colorado : Alamosa, Conejos, Saguache, Rio Grande, Costilla, Mineral, Archuleta, La Plata, Montezuma, Dolores, San Juan, Hinsdale, Gunnison, Ouray, San Miguel, Montrose, Delta, Mesa, Fremont, Custer, Pueblo, Huerfano, Las Animas, Otero, Crowley, Kiowa, Bent, Prowers et Baca.
Le siège épiscopal est à la ville de Pueblo, où se trouve la cathédrale du Sacré-Cœur (en) (cathedral of the Sacred Heart).
Le territoire s'étend sur 124 754 km², et il est divisé en 52 paroisses, regroupées en 5 doyennés : Alamosa, Durango, Grand Junction, La Junta et Pueblo.

## Les évêques
- 6 décembre 1941- † 3 mars 1959 : Joseph Willging (Joseph Clément Willging)
- 8 août 1959-19 septembre 1979 : Charles Buswell (Charles Albert Buswell)
- 1er juillet 1980-15 octobre 2009[2] : Arthur Tafoya (Arthur Nicholas Tafoya)
- 15 octobre 2009[2]-13 juin 2013[3] : Fernando Isern
- depuis le 15 janvier 2014[4] : Stephen J. Berg (en) (Stephen Jay Berg)